# Canotaj la Jocurile Olimpice de vară din 2020 - Dublu vâsle categoria ușoară feminin
Proba feminină de canotaj dublu vâsle categoria ușoară de la Jocurile Olimpice de vară din 2020 a avut loc în perioada 24-29 iulie 2021 pe Sea Forest Waterway.

## Program
Orele sunt ora Japoniei (UTC+9) 
| Data                    | Timp | Etapă          |
| ----------------------- | ---- | -------------- |
| Sâmbătă, 24 iulie 2021  | 8:30 | Calificări     |
| Duminică, 25 iulie 2021 | 9:00 | Recalificări   |
| Marți, 27 iulie 2021    | 8:30 | Finala C       |
| Marți, 27 iulie 2021    | 8:30 | Semifinale A/B |
| Joi, 29 iulie 2021      | 8:35 | Finalele A/B   |

## Rezultate

### Calificări
Primele 2 echipaje din fiecare serie se califică direct în finală, iar celelalte vor concura în recalificări.

#### Calificări - cursa 1
| Loc | Culoar | Concurenți                         | Țară                       | Timp    | Note |
| --- | ------ | ---------------------------------- | -------------------------- | ------- | ---- |
| 1   | 2      | Laura Tarantola Claire Bové        | Franța                     | 7:03,47 | C    |
| 2   | 1      | Valentina Rodini Federica Cesarini | Italia                     | 7:04,66 | C    |
| 3   | 6      | Mary Reckford Michelle Sechser     | Statele Unite ale Americii | 7:05,30 | R    |
| 4   | 3      | Patricia Merz Frédérique Rol       | Elveția                    | 7:08,66 | R    |
| 5   | 4      | Aoife Casey Margaret Cremen        | Irlanda                    | 7:17,67 | R    |
| 6   | 5      | Mutiara Rahma Putri Melani Putri   | Indonezia                  | 7:52,57 | R    |

#### Calificări - cursa 2
| Loc | Culoar | Concurenți                          | Țară      | Timp    | Note |
| --- | ------ | ----------------------------------- | --------- | ------- | ---- |
| 1   | 4      | Marieke Keijser Ilse Paulis         | Olanda    | 7:07,73 | C    |
| 2   | 1      | Jill Moffatt Jennifer Casson        | Canada    | 7:11,30 | C    |
| 3   | 6      | Chiaki Tomita Ayami Oishi           | Japonia   | 7:22,47 | R    |
| 4   | 5      | Lường Thị Thảo Đinh Thị Hảo         | Vietnam   | 7:36,21 | R    |
| 5   | 3      | Nour El-Houda Ettaieb Khadija Krimi | Tunisia   | 7:39,61 | R    |
| 6   | 2      | Yulisa López Jennieffer Zúñiga      | Guatemala | 7:53,35 | R    |

#### Calificări - cursa 3
| Loc | Culoar | Concurenți                           | Țară           | Timp    | Note |
| --- | ------ | ------------------------------------ | -------------- | ------- | ---- |
| 1   | 1      | Ionela-Livia Cozmiuc Gianina Beleagă | România        | 7:01,74 | C    |
| 2   | 5      | Emily Craig Imogen Grant             | Marea Britanie | 7:03,29 | C    |
| 3   | 4      | Anastasia Lebedeva Maria Botalova    | COR            | 7:07,67 | R    |
| 4   | 3      | Ina Nikulina Alena Furman            | Belarus        | 7:10,15 | R    |
| 5   | 2      | Valentina Cavallar Louisa Altenhuber | Austria        | 7:26,22 | R    |
| 6   | 6      | Milka Kraljev Evelyn Silvestro       | Argentina      | 7:29,27 | R    |

### Recalificări
Primele trei perechi s-au calificat în semifinalem, iar celelalte echipaje s-au calificat în Finala C.

#### Recalificări 1
| Loc | Culoar | Concurenți                          | Țară                       | Timp    | Note |
| --- | ------ | ----------------------------------- | -------------------------- | ------- | ---- |
| 1   | 4      | Mary Reckford Michelle Sechser      | Statele Unite ale Americii | 7:21,25 | C    |
| 2   | 2      | Ina Nikulina Alena Furman           | Belarus                    | 7:26,99 | C    |
| 3   | 3      | Chiaki Tomita Ayami Oishi           | Japonia                    | 7:34,45 | C    |
| 4   | 1      | Milka Kraljev Evelyn Silvestro      | Argentina                  | 7:39,53 | FC   |
| 5   | 5      | Nour El-Houda Ettaieb Khadija Krimi | Tunisia                    | 7:54,95 | FC   |
| 6   | 6      | Mutiara Rahma Putri Melani Putri    | Indonezia                  | 8:03,19 | FC   |

#### Recalificări 2
| Loc | Culoar | Concurenți                           | Țară      | Timp    | Note |
| --- | ------ | ------------------------------------ | --------- | ------- | ---- |
| 1   | 4      | Patricia Merz Frédérique Rol         | Elveția   | 7:22,02 | C    |
| 2   | 3      | Anastasia Lebedeva Maria Botalova    | COR       | 7:22,72 | C    |
| 3   | 5      | Aoife Casey Margaret Cremen          | Irlanda   | 7:23,46 | C    |
| 4   | 1      | Valentina Cavallar Louisa Altenhuber | Austria   | 7:42,31 | FC   |
| 5   | 2      | Lường Thị Thảo Đinh Thị Hảo          | Vietnam   | 7:53,69 | FC   |
| 6   | 6      | Yulisa López Jennieffer Zúñiga       | Guatemala | 8:13,27 | FC   |

### Semifinale

#### Semifinala A/B 1
| Loc | Culoar | Concurenți                   | Țară           | Timp    | Note |
| --- | ------ | ---------------------------- | -------------- | ------- | ---- |
| 1   | 5      | Emily Craig Imogen Grant     | Marea Britanie | 6:41,99 | FA   |
| 2   | 3      | Laura Tarantola Claire Bové  | Franța         | 6:42,92 | FA   |
| 3   | 4      | Marieke Keijser Ilse Paulis  | Olanda         | 6:43,85 | FA   |
| 4   | 2      | Patricia Merz Frédérique Rol | Elveția        | 6:48,92 | FB   |
| 5   | 1      | Aoife Casey Margaret Cremen  | Irlanda        | 6:49,24 | FB   |
| 6   | 6      | Ina Nikulina Alena Furman    | Belarus        | 6:54,78 | FB   |

#### Semifinala A/B 2
| Loc | Culoar | Concurenți                           | Țară                       | Timp    | Note |
| --- | ------ | ------------------------------------ | -------------------------- | ------- | ---- |
| 1   | 4      | Valentina Rodini Federica Cesarini   | Italia                     | 6:41,36 | FA   |
| 2   | 5      | Mary Reckford Michelle Sechser       | Statele Unite ale Americii | 6:41,54 | FA   |
| 3   | 3      | Ionela-Livia Cozmiuc Gianina Beleagă | România                    | 6:42,08 | FA   |
| 4   | 1      | Anastasia Lebedeva Maria Botalova    | COR                        | 6:45,23 | FB   |
| 5   | 6      | Chiaki Tomita Ayami Oishi            | Japonia                    | 6:56,52 | FB   |
| 6   | 2      | Jill Moffatt Jennifer Casson         | Canada                     | 7:00.82 | FB   |

### Finale

#### Finala C
| Loc | Culoar | Concurenți                           | Țară      | Timp    | Note |
| --- | ------ | ------------------------------------ | --------- | ------- | ---- |
| 13  | 3      | Milka Kraljev Evelyn Silvestro       | Argentina | 7:05,82 |      |
| 14  | 4      | Valentina Cavallar Louisa Altenhuber | Austria   | 7:15,25 |      |
| 15  | 2      | Lường Thị Thảo Đinh Thị Hảo          | Vietnam   | 7:19,05 |      |
| 16  | 5      | Nour El-Houda Ettaieb Khadija Krimi  | Tunisia   | 7:22,25 |      |
| 17  | 1      | Mutiara Rahma Putri Melani Putri     | Indonezia | 7:25,06 |      |
| 18  | 6      | Yulisa López Jennieffer Zúñiga       | Guatemala | 7:27,51 |      |

#### Finala B
| Loc | Culoar | Concurenți                        | Țară    | Timp    | Note |
| --- | ------ | --------------------------------- | ------- | ------- | ---- |
| 7   | 3      | Patricia Merz Frédérique Rol      | Elveția | 6:49,16 |      |
| 8   | 5      | Aoife Casey Margaret Cremen       | Irlanda | 6:49,90 |      |
| 9   | 4      | Anastasia Lebedeva Maria Botalova | COR     | 6:51,65 |      |
| 10  | 2      | Chiaki Tomita Ayami Oishi         | Japonia | 6:54,94 |      |
| 11  | 6      | Ina Nikulina Alena Furman         | Belarus | 6:57,84 |      |
| 12  | 1      | Jill Moffatt Jennifer Casson      | Canada  | 6:59,72 |      |

#### Finala A
| Loc | Culoar | Concurenți                           | Țară                       | Timp    | Note |
| --- | ------ | ------------------------------------ | -------------------------- | ------- | ---- |
| 1   | 4      | Valentina Rodini Federica Cesarini   | Italia                     | 6:47,54 |      |
| 2   | 2      | Laura Tarantola Claire Bové          | Franța                     | 6:47,68 |      |
| 3   | 1      | Marieke Keijser Ilse Paulis          | Olanda                     | 6:48,03 |      |
| 4   | 3      | Emily Craig Imogen Grant             | Marea Britanie             | 6:48,04 |      |
| 5   | 5      | Mary Reckford Michelle Sechser       | Statele Unite ale Americii | 6:48,54 |      |
| 6   | 6      | Ionela-Livia Cozmiuc Gianina Beleagă | România                    | 6:49,40 |      |